# Bota de Oro 2008-09

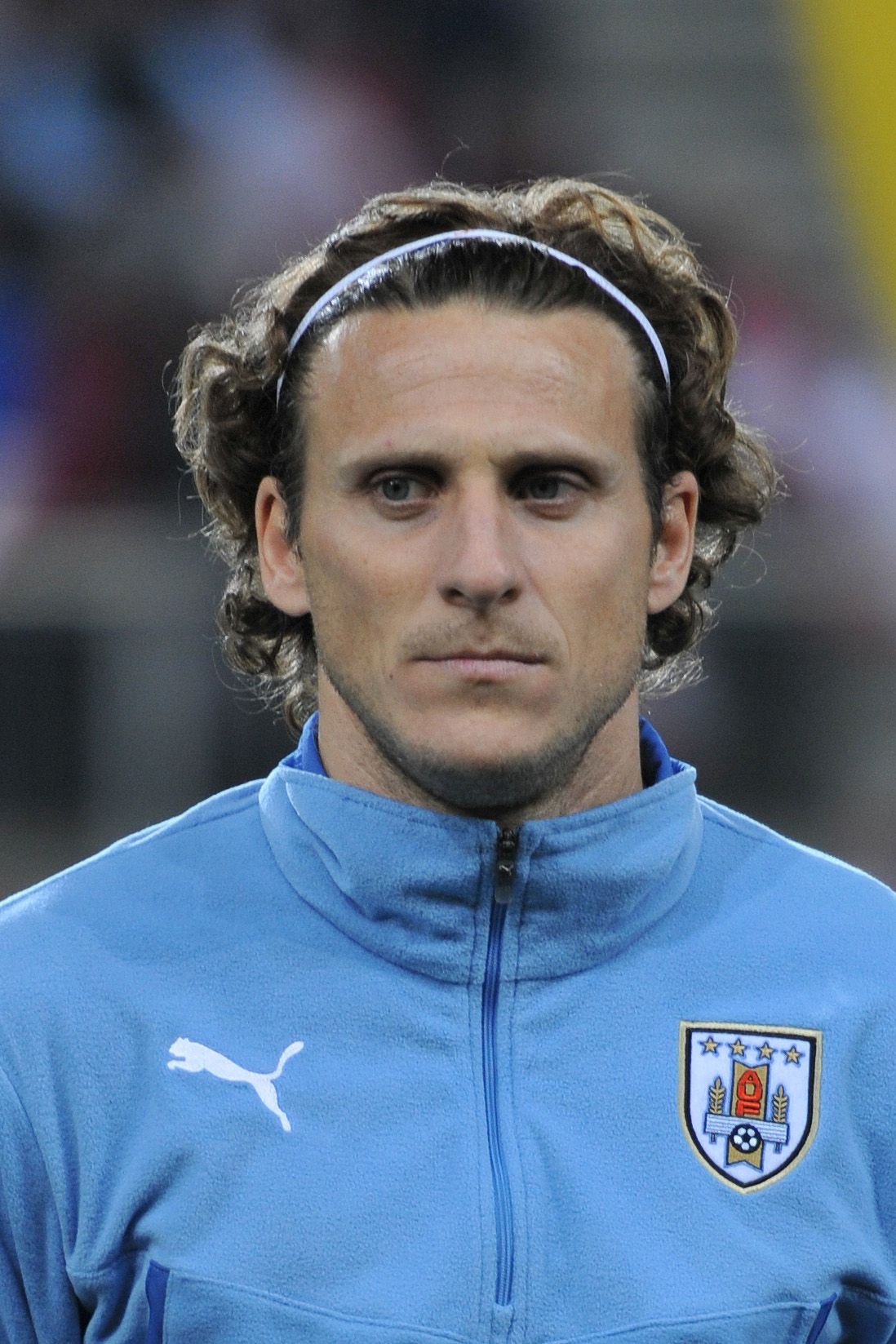
Diego Forlán fue el ganador la temporada 2008-09.

La Bota de Oro 2008-09 fue un premio entregado por la European Sports Magazines al futbolista que logró la mejor puntuación luego de promediar los goles obtenidos en la temporada europea.
El ganador de este premio fue el jugador uruguayo Diego Forlán por haber conseguido 32 goles en la Primera División de España. Fue el segundo galardón para el futbolista uruguayo.

## Resultados
| Posición | Futbolista   | Club              | Campeonato           | Goles | Puntaje |
| -------- | ------------ | ----------------- | -------------------- | ----- | ------- |
| 1        | Diego Forlan | Villareal         | La Liga              | 35    | 70      |
| 2        | Samuel Eto'o | Barcelona         | La Liga              | 30    | 60      |
| 3        | Marc Janko   | Red Bull Salzburg | Bundesliga (Austria) | 39    | 58.5    |
| 4        | Grafite      | Wolfsburgo        | Bundesliga           | 28    | 56      |
| 4        | David Villa  | Valencia          | La Liga              | 28    | 56      |